# Platysphinx
Platysphinx is een geslacht van vlinders uit de onderfamilie Smerinthinae van de familie pijlstaarten (Sphingidae).

## Soorten
- Platysphinx constrigilis (Walker, 1869)
- Platysphinx dorsti Rougeot, 1977
- Platysphinx phyllis Rothschild & Jordan, 1903
- Platysphinx piabilis (Distant, 1897)
- Platysphinx stigmatica (Mabille, 1878)
- Platysphinx vicaria Jordan, 1920